# Janet Frame
Janet Frame, de nombre completo Janet Paterson Frame Clutha (Dunedin, 28 de agosto de 1924 - Ib. 29 de enero de 2004) fue una novelista, escritora de cuentos y poeta neozelandesa.
Recibió numerosos premios, incluida la designación para la Orden de Nueva Zelanda, el más alto honor civil del país.
La celebridad de Frame se deriva de su dramática historia personal, así como de su carrera literaria. Después de años de hospitalización psiquiátrica, se planeó someterla a una lobotomía, que se canceló cuando, pocos días antes de la operación, su primera publicación de cuentos recibió inesperadamente un premio literario nacional. Muchas de sus novelas y cuentos exploran su infancia y su hospitalización psiquiátrica desde una perspectiva ficticia, y su premiada autobiografía de tres volúmenes fue adaptada a la película An Angel at My Table (1990), dirigida por Jane Campion.

## Biografía

### Primeros años: 1924-1956

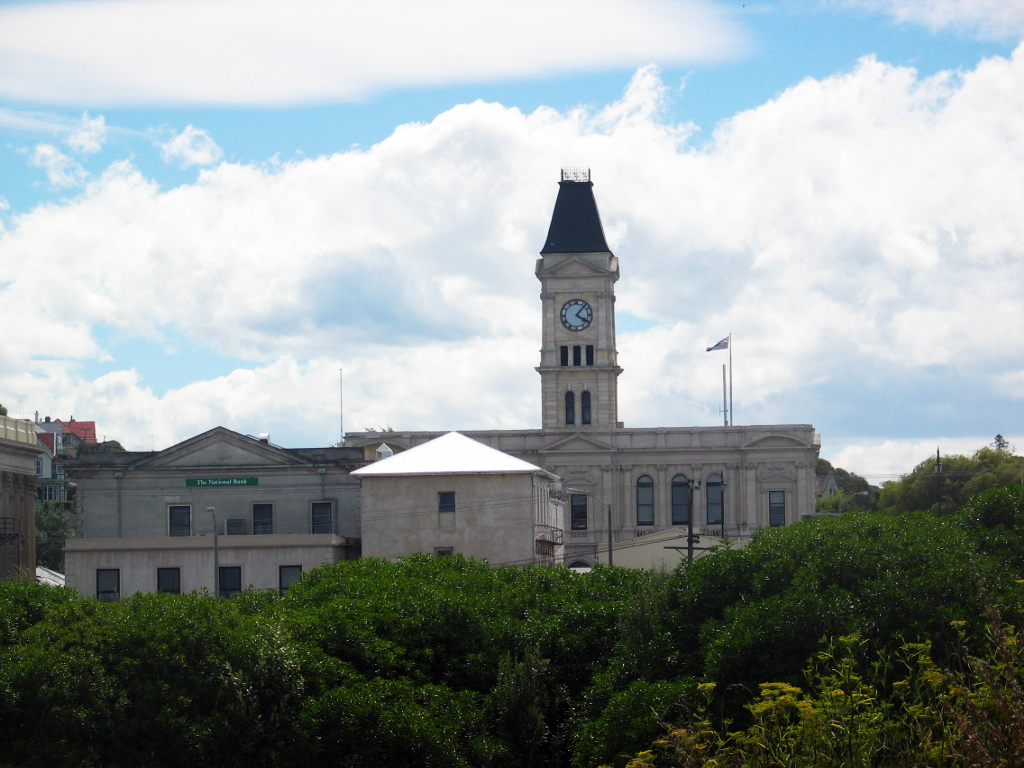
Oamaru : torre del reloj en la antigua oficina de correos, descrita en Frame's Cuando canta el búho y su autobiografía, The Envoy from Mirror City

Janet Frame nació como Janet Paterson Frame en Dunedin, en el sureste de la Isla Sur de Nueva Zelanda, la tercera de cinco hijos de padres de ascendencia escocesa. Creció en una familia de clase trabajadora. Su padre, George Frame, trabajaba para los Ferrocarriles del Gobierno de Nueva Zelanda, y su madre, Lottie (de soltera Godfrey), se desempeñó como empleada doméstica de la familia de la escritora Katherine Mansfield. La primera mujer graduada en medicina de Nueva Zelanda, la Dra. Emily Hancock Siedeberg, ofició como partera de Frame en el Hospital St. Helens en 1924.
Frame pasó los primeros años de su infancia en varios pueblos pequeños en las provincias de Otago y Southland, en la isla sur de Nueva Zelanda, incluidos Outram y Wyndham, antes de que la familia finalmente se estableciera en el pueblo costero de Oamaru (reconocible como el "Waimaru" de su novela debut y posteriores ficción). Como se relata en el primer volumen de su autobiografía, la infancia de Frame se vio empañada por la muerte de dos de sus hermanas adolescentes, Myrtle e Isabel, que se ahogaron en incidentes separados, y los ataques epilépticos que sufrió su hermano George (conocido como "Geordie" y "Bruddie").
En 1943, Frame comenzó a formarse como profesora en la Facultad de Educación de Dunedin, impartiendo cursos de inglés, francés y psicología en la adyacente Universidad de Otago. Después de completar dos años de estudios teóricos con resultados mixtos, Frame comenzó un año de práctica en la Escuela Arthur Street en Dunedin, que, según su biógrafo, inicialmente fue bastante bien. Las situación empeoró más tarde ese año cuando ella intentó suicidarse ingiriendo un paquete de aspirinas. Como resultado, Frame comenzó sesiones de terapia periódicas con el profesor John Money, por quien desarrolló una fuerte atracción, y cuyo trabajo posterior como sexólogo especializado en terapia de reasignación de género  fue polémico.

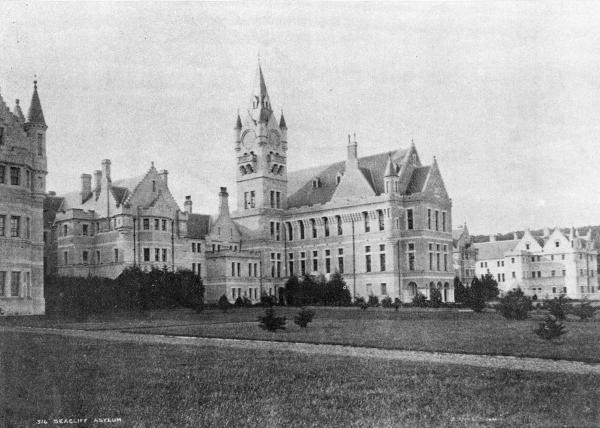
Seacliff Lunatic Asylum en la región de Otago, donde Frame fue internada por primera vez en 1945.

En septiembre de 1945, Frame abandonó su aula de formación de profesores en la Arthur Street School de Dunedin durante la visita de un inspector. Luego fue admitida brevemente en la sala psiquiátrica del hospital local de Dunedin para observación. Frame no estaba dispuesta a regresar a casa con su familia, donde las tensiones entre su padre y su hermano se manifestaban con frecuencia en estallidos de ira y violencia. Como consecuencia de ello, Frame fue transferida a la sala psiquiátrica del hospital local a Seacliff Lunatic Asylum, una legendaria y temida institución mental ubicada a 20 millas al norte de Dunedin. Durante los siguientes ocho años, Frame fue readmitida repetidamente, por lo general voluntariamente, en hospitales psiquiátricos de Nueva Zelanda. Además de Seacliff, estos incluyeron Avondale Lunatic Asylum, en Auckland, y Sunnyside Hospital en Christchurch. Durante este período se le diagnosticó por primera vez esquizofrenia, que fue tratada con terapia electroconvulsiva e insulina.
En 1951, mientras Frame aún era paciente en Seacliff, Caxton Press de Nueva Zelanda publicó su primer libro, una colección de cuentos aclamada por la crítica titulada The Lagoon and Other Stories. El volumen recibió el premio Hubert Church Memorial, en ese momento uno de los premios literarios más prestigiosos de Nueva Zelanda. Esto resultó en la cancelación de la planeada lobotomía de Frame. Cuatro años más tarde, tras su alta definitiva de Seacliff, Frame conoció al escritor Frank Sargeson. Vivió y trabajó en su casa en Takapuna, un suburbio de Auckland, desde abril de 1955 hasta julio de 1956, escribiendo su primera novela larga, Cuando canta el búho (Pegasus, 1957).

## Carrera literaria

### 1957-1989
Frame dejó Nueva Zelanda a fines de 1956 y los siguientes siete años fueron muy prolíficos en términos de publicación. Vivió y trabajó en Europa, principalmente en Londres, con breves estancias en Ibiza y Andorra. En mayo de 1958, cambió legalmente su nombre a Nene Janet Paterson Clutha, en parte para hacerse más difícil de localizar y en parte para reconocer al líder maorí Tamati Waka Nene, a quien admiraba, y al río Clutha, que fue una fuente de inspiración creativa. Frame todavía luchaba contra la ansiedad y la depresión, y en septiembre de 1958 ingresó en el Maudsley de Londres. El psiquiatra formado en Estados Unidos, Alan Miller, que estudió con John Money en la Universidad Johns Hopkins, sostuvo que nunca había sufrido esquizofrenia. En un esfuerzo por aliviar los efectos nocivos de los años que pasó dentro y fuera de los hospitales psiquiátricos, Frame comenzó sesiones de terapia periódicas con el psiquiatra Robert Hugh Cawley, quien la animó a seguir escribiendo. Frame dedicó siete de sus novelas a Cawley.
Regresó a Nueva Zelanda en 1963, aunque no antes de pasar un breve período de tiempo viviendo en la zona rural del norte de Suffolk (cerca de la ciudad de Eye), lo que le dio la inspiración para su novela de 1965 The Adaptable Man. Aceptó la Beca Burns en la Universidad de Otago en 1965. Más tarde vivió en varias partes de la Isla Norte de Nueva Zelanda, incluidas Auckland, Taranaki, Wanganui, Horowhenua, Palmerston North, Waiheke, Stratford, Browns Bay y Levin.
Durante este período, Frame viajó mucho, ocasionalmente a Europa, pero principalmente a los Estados Unidos, donde aceptó residencias en las colonias de artistas MacDowell y Yaddo. En parte como resultado de estas estadías prolongadas en los EE. UU., Frame desarrolló relaciones cercanas con varios estadounidenses. Estos incluyeron al pintor Theophilus Brown (a quien más tarde se refirió como "la principal experiencia de mi vida" ) y su compañero de mucho tiempo Paul John Wonner, el poeta May Sarton, John Phillips Marquand y Alan Lelchuck. El antiguo tutor/consejero universitario de Frame y amigo de mucho tiempo, John Money, trabajó en América del Norte desde 1947 en adelante, y Frame con frecuencia se establecía en su casa en Baltimore.
En la década de 1980, Frame escribió tres volúmenes de autobiografía (To the Island, An Angel at my Table y The Envoy from Mirror City) que trazaron colectivamente el curso de su vida hasta su regreso a Nueva Zelanda en 1963. El novelista australiano Patrick White describió los dos primeros volúmenes como "entre las maravillas del mundo". La directora Jane Campion y la guionista Laura Jones adaptaron la trilogía para una transmisión televisiva. Finalmente se estrenó como un largometraje galardonado, An Angel at My Table. Las actrices Kerry Fox, Alexia Keogh y Karen Fergusson retrataron a la autora en distintas edades. Las autobiografías de Frame se vendieron mejor que cualquiera de sus publicaciones anteriores, y la exitosa adaptación cinematográfica introdujo una nueva generación de lectores a su trabajo. Estos éxitos enfocaron la atención pública cada vez más a su persona.
En los Honores del Cumpleaños de la Reina de 1983, Frame fue nombrada Comandante de la Orden del Imperio Británico, por sus servicios a la literatura.  Ese año, To the Island también recibió el premio Goodman Fielder Wattie Book of the Year, el premio literario más importante de Nueva Zelanda.
Frame pretendía que las autobiografías "dejaran las cosas claras" con respecto a su pasado y, en particular, a su estado mental. Sin embargo, la especulación crítica y pública ha seguido centrándose en su salud mental. En 2007, después de la muerte de Frame, The New Zealand Medical Journal publicó un artículo de un médico especialista que proponía que Frame podría haber estado en el espectro del autismo, una sugerencia que fue cuestionada por el albacea literario del autor.
Durante su vida, el trabajo de Frame fue publicado principalmente por la firma estadounidense George Braziller, obteniendo numerosos premios literarios en su Nueva Zelanda natal, y el Premio de escritores de la Commonwealth en 1989 por su última novela, The Carpathians.

### 1990-2000
El 6 de febrero de 1990, Frame fue la decimosexta miembro de la Orden de Nueva Zelanda, el más alto honor civil de la nación. Frame también fue miembro extranjera de la Academia Estadounidense de Artes y Letras y, en su Nueva Zelanda natal, recibió dos doctorados honorarios, así como el estatus de ícono cultural. Ocasionalmente circularon rumores que citaban a Frame como candidata al Premio Nobel de Literatura, sobre todo en 1998, después de que un periodista viera su nombre en la parte superior de una lista que luego se reveló que estaba en orden alfabético, y nuevamente cinco años más tarde, en 2003, cuando Åsa Beckman, la influyente crítica literaria en jefe del diario sueco Dagens Nyheter, predijo erróneamente que Frame ganaría el prestigioso premio.
La escritura de Frame se convirtió en el foco de la crítica académica desde finales de la década de 1970, con enfoques que van desde el marxista y el realismo social hasta el feminista y el postestructuralista. En años posteriores, se publicaron múltiples monografías sobre Frame. Estas incluyeron la contribución biocrítica de Patrick Evans para la "Serie de autores mundiales de Twayne", Janet Frame (1977), la lectura feminista de las novelas y autobiografías de Gina Mercer, Janet Frame: Subversive Fictions (1994) y el enfoque alegórico de Judith Dell Panny a la Obras, I have what I gave: The fiction of Janet Frame (1992). Una colección de ensayos editada por Jeanne Delbaere se publicó por primera vez en 1978, en una edición revisada publicada bajo el título The Ring of Fire: Essays on Janet Frame en 1992. Ese mismo año, la Universidad de Otago de Dunedin organizó una conferencia dedicada a una discusión sobre el trabajo de Frame. Muchos de los artículos se publicaron en una edición especial de The Journal of New Zealand Literature.
En 2000, el historiador neozelandés Michael King publicó su biografía autorizada de Frame, Wrestling with the Angel. El libro se lanzó simultáneamente en Nueva Zelanda y América del Norte, y las ediciones británica y australiana aparecieron en años posteriores. El trabajo exhaustivo y galardonado de King recibió tanto elogios como críticas. Algunos cuestionaron hasta qué punto Frame guio la mano de su biógrafo, mientras que otros argumentaron que no había logrado aceptar la complejidad y sutileza de su tema. Además de la controversia, King admitió abiertamente que ocultó información "que habría sido una fuente de vergüenza y angustia para ella", y que adoptó la noción de "verdad compasiva" de la editora Christine Cole Catley. Esta aboga por "una presentación de evidencia y conclusiones que cumplan con los objetivos principales de la biografía, pero sin la revelación de información que involucraría al sujeto vivo en una vergüenza injustificada, pérdida de prestigio, dolor emocional o físico, o un colapso nervioso o psiquiátrico". King defendió su posición y sostuvo que las futuras biografías de Frame eventualmente llenarían los vacíos dejados por su propio trabajo.

### Muerte y publicaciones póstumas
Frame murió en Dunedin en enero de 2004, a los 79 años, de leucemia mieloide aguda, poco después de convertirse en una de los primeras en recibir los premios Icon Awards de la Fundación de las Artes de Nueva Zelanda, establecidos para celebrar y reconocer a los artistas de Nueva Zelanda que han alcanzado los más altos estándares artísticos. Se han publicado varias obras póstumas, incluido un volumen de poesía titulado The Goose Bath, que recibió el premio de poesía más importante de Nueva Zelanda en 2007. Esto generó una controversia menor entre los críticos que sintieron que el premio póstumo "sentaba un precedente incómodo". También se publicó póstumamente una novela, Towards Another Summer, una obra inspirada en un fin de semana que Frame pasó con el periodista británico Geoffrey Moorhouse y su familia. En 2008, aparecieron en The New Yorker dos cuentos inéditos ambientados en hospitales psiquiátricos.  Otro cuento inédito se publicó en The New Yorker en 2010. En marzo de 2011, la sucursal de Nueva Zelanda de Penguin Books adquirió los derechos para publicar tres nuevas ediciones del trabajo de Frame. Estos fueron: Janet Frame in Her Own Words (2011), una colección de entrevistas y no ficción, Gorse is Not People: New and Uncollected Stories (2012) (publicado en EE. UU. como Between My Father and the King: New and Uncollected Stories), y la novela In the Memorial Room (2013).
En 2010, Gifted, una novela del académico neozelandés y ex biógrafo de Frame, Patrick Evans, fue publicada y posteriormente preseleccionada para el Commonwealth Writers' Prize. La historia es un relato ficticio de la relación entre Janet Frame y Frank Sargeson durante el tiempo que ella vivió como invitada en su propiedad de Takapuna en 1955-1956, una época relatada en varias obras de Frame y sus contemporáneos y dramatizada en la película de Campion, An Angel at My Table (1990). En 2013, la novela de Evans se adaptó al teatro y se estrenó en el Festival de las Artes de Christchurch el 22 de agosto de 2013, seguida de una gira prolongada por las islas norte y sur de Nueva Zelanda. Si bien recibió críticas positivas, la promoción y la puesta en escena de la producción atrajeron fuertes críticas de la albacea literaria y sobrina de Frame, Pamela Gordon, quien sostuvo que "fue diseñada para degradar a Frame". Gordon, quien también criticó la película de Campion por inexactitudes en su representación de Frame, afirmó que la adaptación teatral de Evans presentaba una visión infiel de su famosa pariente. El organizador del festival, Philip Tremewan, defendió la obra, mientras que el director Conrad Newport sostuvo que Gordon era "sobreprotector del legado [de Frame]". Evans generalmente evitó la controversia y afirmó: "He publicitado su trabajo y lo he popularizado entre dos o tres generaciones de estudiantes. En Superdotados, la obra de teatro y novela, solo hay que mirar el título para ver cuál es mi actitud. Realmente no creo que tenga nada por lo que disculparme".

## Libros

### Novelas y cuentos
- 1951 The Lagoon and Other Stories. Christchurch: Caxton Press.
- 1957 Owls Do Cry. Christchurch: Pegasus Press. Traducido como Cuando canta el búho, Trotalibros Editorial, 2024. Traducción de Patricia Antón.
- 1961 Faces in the Water. Christchurch: Pegasus Press; Nueva York: Braziller. Traducido al español como Rostros en el agua, Ediciones B, 1991, Traductora, Marta Pessarrodona; Trotalibros Editorial, 2021. Traducción de Patricia Antón.
- 1962 The Edge of the Alphabet. Christchurch: Pegasus Press. Traducido al  español como Al margen del alfabeto, Plaza y Janés, 1966. Traductor J.Ferrer Aleu.
- 1963 Scented Gardens for the Blind. Londres: WH Allen.
- 1963 The Reservoir: Stories and Sketches/Snowman Snowman: Fables and Fantasies. Nueva York: Braziller.
- 1965 The Adaptable Man. Londres: WH Allen.
- 1966 A State of Siege. Nueva York: Braziller.
- 1968 The Rainbirds. Londres: WH Allen.
- 1969 Mona Minim and the Smell of the Sun. Nueva York: Braziller. Libro infantil. Traducido al español como Mona Monim y el olor del Sol. Eitorial Siruela, 1994. Traductores Ersilia Aguilera y Francisco González.
- 1970 Intensive Care. Nueva York: Braziller.
- 1972 Daughter Buffalo. Nueva York: Braziller.
- 1979 Living in the Maniototo. Nueva York: Braziller.
- 1983 You Are Now Entering the Human Heart. Wellington: Victoria University Press. Cuentos.
- 1989 The Carpathians. Nueva York: Braziller.
- 2007 Towards Another Summer. Auckland: Vintage (Póstumo). Traducido como Hacia otro verano, Seix-Barral, 2009. Traductor, Aleix Montoto.

### Poesía
- 1967 The Pocket Mirror. Nueva York: Braziller.
- 2006 The Goose Bath. Auckland: Random House/Vintage (Póstumo).

### Autobiografía
- 1982 To the Is-Land (Autobiography 1). Nueva York: Braziller.
- 1984 An Angel at My Table (Autobiography 2). Nueva York: Braziller.
- 1984 The Envoy From Mirror City (Autobiography 3). Auckland: Century Hutchinson.
- 1989 An Autobiography (ed. completa). Auckland: Century Hutchinson. Reunida con el título An Angel at My Table, Londres: Virago, 2008. Traducido al español como Un ángel en mi mesa, Seix-Barral, 2009. Traductores: Juan Antonio Gutiérrez-Larraya, Ana María de la Fuente y  Elsa Mateo

## Premios y honores
- 1951: Hubert Church Prose Award (The Lagoon and other Stories)
- 1956: New Zealand Literary Fund Grant
- 1958: New Zealand Literary Fund Award for Achievement (Cuando canta el búho)
- 1964: Hubert Church Prose Award (Scented Gardens for the Blind), New Zealand Literary Fund Scholarship in Letters.
- 1965: Robert Burns Fellowship, University of Otago, Dunedin, NZ
- 1967:  "Buckland Literary Award." (The Reservoir and Other Stories/A State of Siege)
- 1969: New Zealand Literary Fund Award (The Pocket Mirror: Poems)
- 1971: Buckland Literary Award (Intensive Care), Hubert Church Prose Award. (Intensive Care)
- 1972: President of Honour: P.E.N. International New Zealand Centre, Wellington, NZ
- 1973: James Wattie Book of the Year Award (Daughter Buffalo)
- 1974: Hubert Church Prose Award (Daughter Buffalo), Winn-Manson Menton Fellowship.
- 1978: Honorary Doctor of Literature (D.Litt. honoris causa) University of Otago, Dunedin, NZ
- 1979: Buckland Literary Award (Living in the Maniototo)
- 1980: New Zealand Book Award for Fiction (Living in the Maniototo)
- 1983: Buckland Literary Award, Sir James Wattie Book of the Year Award (To the Is-Land), C.B.E. (Commander, Order of the British Empire)
- 1984: Frank Sargeson Fellowship, University of Auckland, NZ
- 1984: New Zealand Book Award for Non-Fiction (An Angel at My Table), Sir James Wattie Book of the Year Award (An Angel at My Table), Turnovsky Prize for Outstanding Achievement in the Arts
- 1985: Sir James Wattie Book of the Year Award (The Envoy from Mirror City)
- 1986: New Zealand Book Award for Non-Fiction (The Envoy from Mirror City), Honorary Foreign Member: The American Academy and Institute of Arts and Letters
- 1989: Ansett New Zealand Book Award for Fiction, Commonwealth Writers Prize for Best Book (The Carpathians)
- 1990: O.N.Z. (Member, Order of New Zealand)
- 1992: Honorary Doctor of Literature (D.Litt.), University of Waikato, Hamilton, NZ
- 1994: Massey University Medal, Massey University, Palmerston North, NZ
- 2003: Arts Foundation of New Zealand Icon Award, New Zealand Prime Minister’s Award for Literary Achievement[81]
- 2007: Montana Book Award for Poetry (The Goose Bath)